# Лисы в винограднике
«Лисы в винограднике» (нем. Die Füchse im Weinberg) или «Оружие для Америки» — исторический художественный роман Лиона Фейхтвангера о закулисной дипломатии в период Войны за независимость США
«Лисы в винограднике» вышел в свет в 1946 году и стал первым послевоенным произведением Л. Фейхтвангера, и в какой-то степени роман представляет попытку осознать и выразить новые идеи, которыми писатель был обязан опыту 40-х годов.

## Сюжет
В романе описывается дипломатическая игра Франции против Англии в период Войны за независимость США, выразившаяся в негласной поддержке восставших американских колоний. Главные герои книги — французский поборник американских интересов Пьер Огюстен Карон де Бомарше и дипломатический представитель США во Франции Бенджамин Франклин; общими усилиями эти двое направляют ход событий. В романе впечатляюще показан целый ряд других исторических персонажей: король Людовик XVI, королева Мария-Антуанетта, государственный министр Франции — граф Морепа, министр иностранных дел Франции — граф Вержен, царедворец граф де Водрейль (де Водрёй), великий писатель Вольтер.

## Аналогии
По мнению критика Ильи Фрадкина, основная тема романа «Лисы в винограднике» может представлять аналогию ленд-лизу:
«Подобно тому как в XVIII веке реакционная феодально-абсолютистская Франция оказывала помощь и поставляла оружие революционной Америке, тем самым способствуя идее прогресса буржуазной революции, так и в XX веке США во время II Мировой войны оказали помощь поставками вооружений в Советский Союз, способствовав поступательному движению истории».